# Charles Louis Auguste Fouquet de Belle-Isle
Charles Louis Auguste Fouquet, Duca di Belle-Isle (Villefranche-de-Rouergue, 22 settembre 1684 – Versailles, 26 gennaio 1761) è stato un generale e diplomatico francese.
Nipote del celebre ministro delle finanze di Luigi XIV, Nicolas Fouquet, fu duca e pari di Francia nel 1748, cavaliere dell'Ordine del Toson d'oro, principe dell'Impero e ministro di Stato della Guerra, nonché maresciallo di Francia. Era fratello maggiore del generale Louis Charles Armand Fouquet de Belle-Isle, deceduto nella battaglia dell'Assietta combattendo contro i sardo-piemontesi. Ebbe un ruolo importante nell'elezione del duca elettore di Baviera Carlo alla corona imperiale.

## Biografia

### I primi anni
Figlio di Louis Fouquet, marchese di Belle-Isle (1661-1738) e di sua moglie, Catherine Agnès de Lévis (1660-1728), Charles Louis era nipote del celebre Nicolas Fouquet, ministro delle finanze di Luigi XIV, poi caduto in disgrazia presso il Re Sole.
Studiò al collegio di Sorèze con suo fratello, Louis Charles Armand Fouquet.

### La carriera militare
Già durante il regno di Luigi XIV, ebbe modo di distinguersi ancora giovanissimo nella carriera militare per aver preso parte alla guerra di successione spagnola e, durante il periodo della Reggenza, nella guerra della quadruplice alleanza (1718-1720).
Nel 1727, venne nominato governatore della regione dei Tre Vescovadi (Metz, Toul e Verdun) e promosso tenente generale nel 1732.
Nel 1734, durante la guerra di successione polacca, servì nell'armata del Reno agli ordini del maresciallo di Berwick.
Abile diplomatico, contribuì ad assicurare per la Francia la cessione dei ducati di Lorena e di Bar da parte di Francesco di Lorena in accordo con l'Austria nel trattato di Vienna del 1738: il trono ducale locale venne trasferito alla figura di Stanislao Leszczyński, già candidato al trono di Polonia, ed i ducati passarono definitivamente nel territorio del regno di Francia alla sua morte nel 1766.
Belle-Isle venne elevato alla dignità di maresciallo di Francia nel 1740.

#### La guerra di successione austriaca
Quando l'imperatore Carlo VI del Sacro Romano Impero morì nell'ottobre del 1740, aveva stabilito di porre nella successione al suo trono la figlia Maria Teresa. Il marchese di Belle-Isle seguì nel contrasto Luigi XV nella guerra che si originò tra legittimisti e conservatori.
Il 25 gennaio 1741, alla morte dell'ambasciatore presso il Sacro Romano Impero, venne nominato ambasciatore straordinario presso la dieta di Ratisbona col compito preciso di sostenere l'elezione a imperatore dell'elettore di Baviera (futuro Carlo VII del Sacro Romano Impero), filo-francese, contro Maria Teresa.
La guerra di successione austriaca ebbe inizio nel dicembre del 1740 con l'occupazione della Slesia da parte della Prussia di Federico II, col quale Francia e Baviera conclusero un'alleanza nel giugno del 1741.
Durante il 1741, il marchese Belle-Isle prese parte all'offensiva franco-bavarese contro gli austriaci a Linz a settembre di quell'anno, proseguendo poi in Boemia a Praga ai primi di ottobre; a partire dal giugno del 1742, Maria Teresa organizzò il proprio esercito e batté i francesi asserragliati a Praga che rinunciarono a difendere la città: il maresciallo de Broglie lasciò la capitale locale ai primi di settembre coi suoi uomini, ed il maresciallo Belle-Isle lo seguì con 14.000 altri uomini nel dicembre di quello stesso anno.
Tornato in patria, Fouquet venne incaricato di difendere le regioni del Delfinato e della Provenza, minacciati dall'esercito austriaco e da quello del regno di Sardegna (1746).
Il 16 maggio 1756, divenne ministro ed il 3 marzo 1758, segretario di stato per il dipartimento della guerra.

### Governatore dei Tre Vescovadi
Fouquet, passata l'emergenza della guerra, venne reimpiegato come governatore, destinato questa volta alla provincia dei Tre Vescovadi, prendendo residenza stabile a Metz per i successivi trent'anni sino alla sua morte. Qui egli si adoperò largamente per la città, dando vita alla Società Reale delle Scienze e delle Arti della città di Metz, partecipando poi personalmente alla costruzione dell'abbazia di Sainte-Glossinde de Metz, della chiesa di Saint-Simon-Saint-Jude (1737-1740), dell'hôtel de l'Intendance (attuale prefettura cittadina), della Piazza d'Arme (1770) e del teatro dell'opera locale (1738-1752). Per questo suo attaccamento alla città, a lui è attribuita la frase: «La città di Metz è la mia amante».
Diverse volte entrò i n conflitto col vescovo della città, Claude Charles de Rouvroy de Saint-Simon.

### Protettore delle arti
Fouquet fu uno dei protettori del celebre alchimista, il conte di Saint-Germain.
Nel 1749, venne eletto a membro dell'Académie française. Voltaire disse di lui: «Scriveva in maniera semplice e comune, ma uno non si sarebbe mai dato attenzione, per lo stile dei suoi scritti, della forza e dell'attività delle sue idee».
Un ritratto del duca (dipinto a pastello, 59 × 50 cm) ad opera di Maurice Quentin de La Tour, è stato venduto nel 1992 dalla casa d'aste internazionale Christie's a New York.

## Matrimonio e figli
Il 20 maggio 1721, sposò Henriette-Françoise de Durfort de Civrac (1678-1723).
Nel 1729 si risposò con Marie-Casimire de Béthune, dalla quale nel 1732 ebbe un figlio Louis-Marie Fouquet.

## Stemma
| Image | Stemma |
| ----- | --- |
| \| \| | Charles Louis Auguste Fouquet duca di Belle-Isle e pari di Francia, maresciallo di Francia, cavaliere dell'Ordine dello Spirito Santo Al 1° e al 4° di Fouquet, al 2° ed al 3° di Lévis. |
|       | |